# Lobogestoria gibbicollis
Lobogestoria gibbicollis is een keversoort uit de familie somberkevers (Zopheridae). De wetenschappelijke naam van de soort werd in 1878 gepubliceerd door Edmund Reitter.